# Uranie (Oceanide)
Pour les articles homonymes, voir Uranie (homonymie).
Pour la Muse, voir Uranie.
Uranie  (en grec ancien Οὐρανία / Ouranía) est, dans la mythologie grecque archaïque, une Océanide, fille d'Océan et de Téthys citée par Hésiode dans sa liste d'Océanides. 

## Étymologie
En grec ancien, Uranie (Οὐρανία / Ouranía) signifie Céleste.

## Famille
Ses parents sont les titans Océan et Téthys. Elle est l'une de leur multiples filles, les Océanides, généralement au nombre de trois mille, et a pour frères les Dieux-fleuve, eux aussi au nombre de trois mille. Ouranos (le Flot) et Gaïa (la Terre) sont ses grands-parents tant paternels que maternels.

## Description
Hésiode la décrit comme Uranie semblable aux dieux dans sa Théogonie.